# 鲁道夫·奥托
魯道夫·奧托（Rudolf Otto，1869年9月25日—1937年3月7日）是德國路德宗神學家、哲學家和比較宗教學家。他被認為是20世紀初期最有影響力的宗教學者之一，並以其關於靈性的概念而聞名，他認為這種深刻的情感體驗是世界宗教的核心。 雖然他的工作開始於自由基督教神學領域，但其主要推動力始終是護教的，尋求捍衛宗教免受自然主義批評。 奧托最終認為他的工作是有關宗教的科學，它被分成了部分宗教哲學的宗教史和宗教心理學。